# Tsaramaso sy Henakisoa

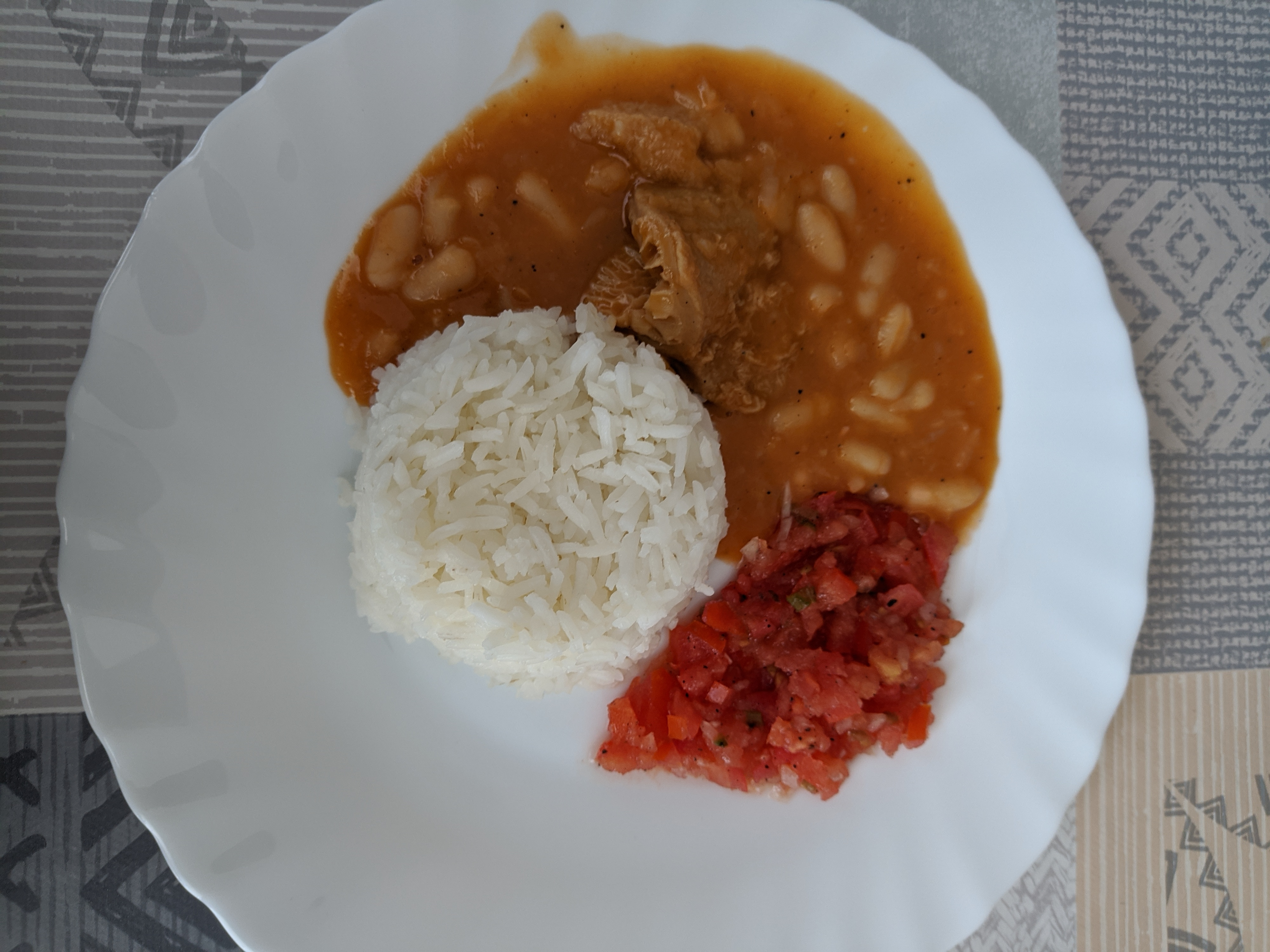
Tsaramaso sy henakisoa accompagné de riz

Le Tsaramaso sy Henakisoa ou « haricots blancs et viande de porc » est un plat de la cuisine traditionnelle malgache. Couramment servi dans les restaurants de l'île, ce plat est réputé pour être l'un des préférés des hommes malgaches.
Il est parfois comparé au cassoulet,.

## Ingrédients

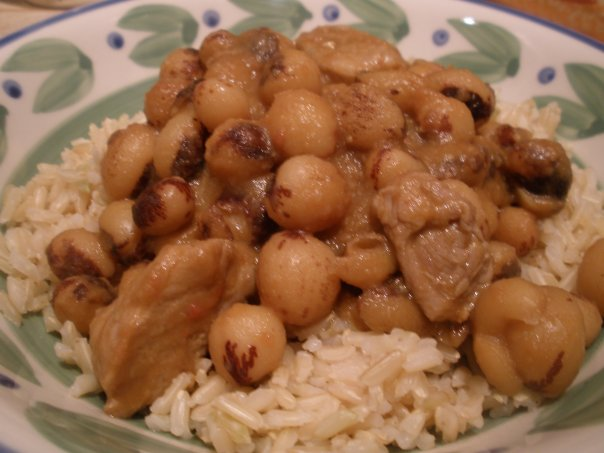
Tsaramaso sy henakisoa

Il est composé de viande de porc (henakisoa) et des haricots blancs (tsaramaso), de sauce tomate et d'ail. Il est servi avec du riz et du rougail de tomates ou des achards.

## Variantes
La base de haricots peut être préparée avec d'autres viandes. Une variante avec de la viande de zébu existe, le henan’omby sy tsaramaso, tout comme une variante avec de la saucisse (Tsaramaso sy saucisse).